# Hugo Remund

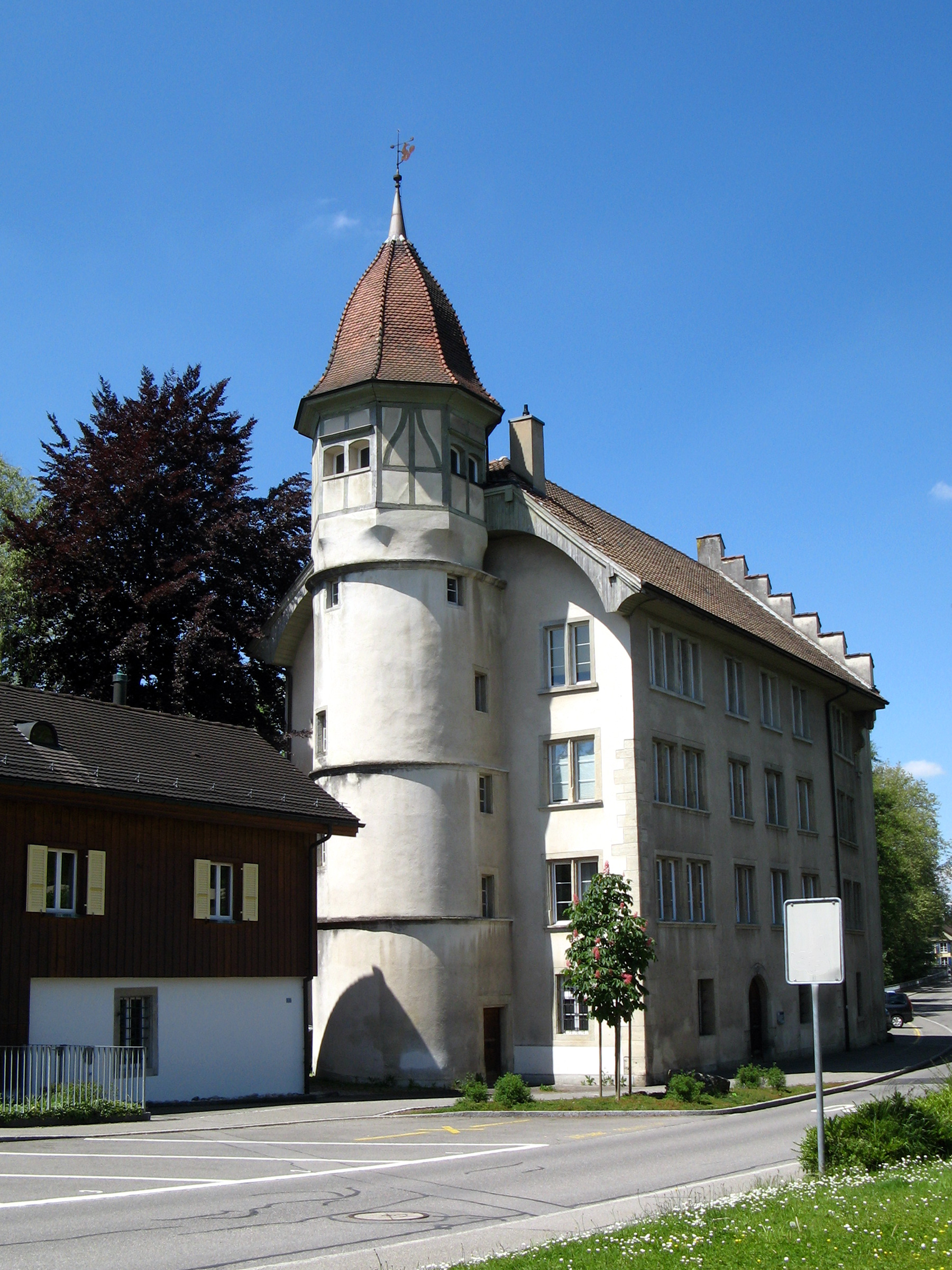
Obere Mühle: Wohnhaus der Familie Remund in Lenzburg

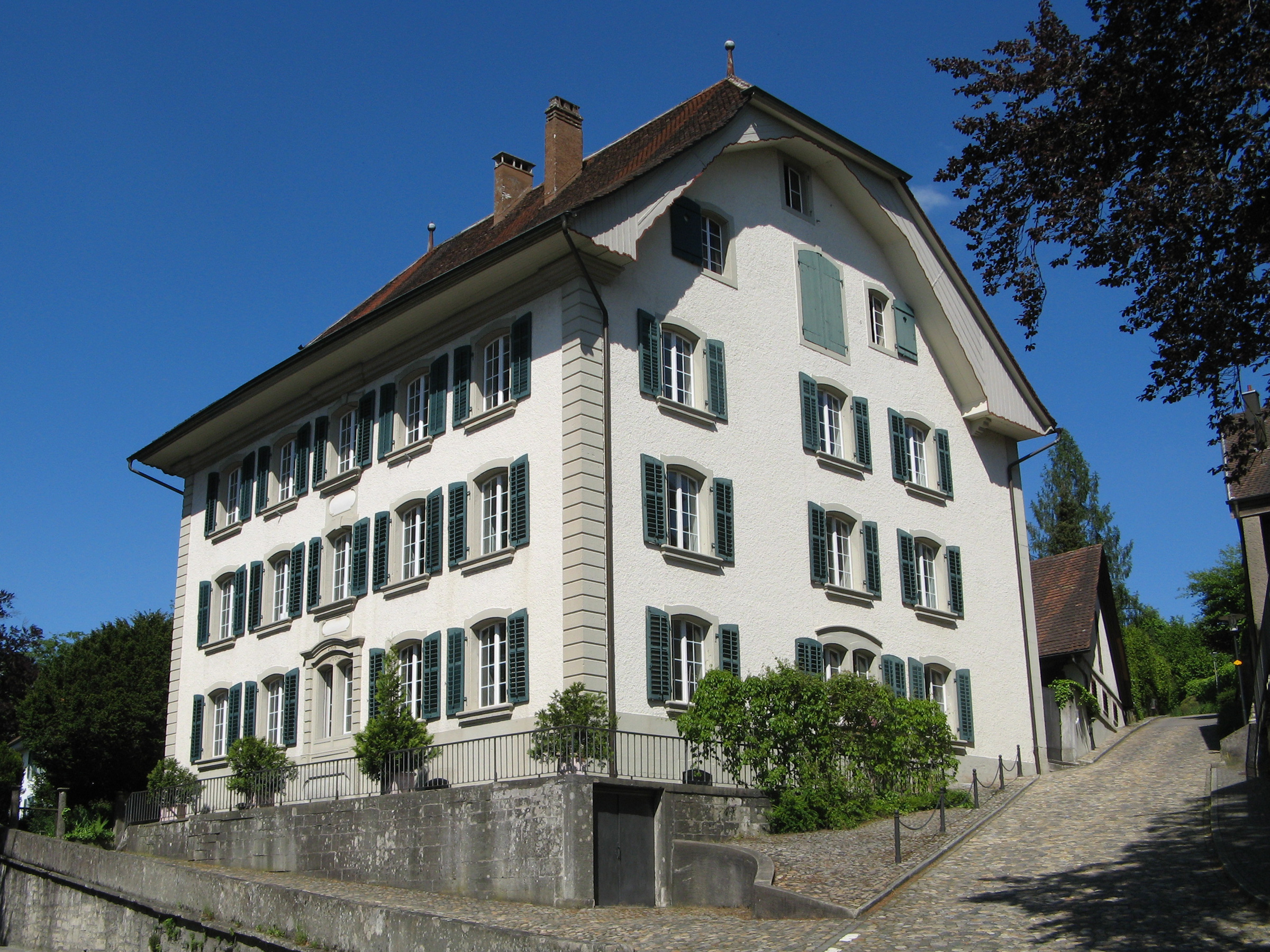
Steinbrüchli: zweiter Wohnsitz in Lenzburg

Hugo Max Remund (* 18. März 1888 in Lenzburg, Schweiz; † 1970 in Zürich) war ein Schweizer und Arzt, Chefarzt des Schweizerischen Roten Kreuzes (SRK) und Präsident des Exekutivkomitees der Kinderhilfe des Schweizerischen Roten Kreuzes (SRK, Kh).

## Leben
Hugo Remund wuchs ins Lenzburg auf, wo sein Vater die Obere Mühle erworben hatte. Nach der Matura am Gymnasium Aarau studierte er Medizin in Rom, München, Wien, Genf und Zürich. Er promovierte 1915 mit der Dissertation Über die medizinische Bedeutung der Gefährdungsgesetzgebung. Er war Oberarzt am Gerichtsmedizinischen Institut der Universität Zürich und 1926–1957 Bezirksarzt. 1931 habilitierte er sich mit der Arbeit Gerichtlich-medizinische Erfahrungen und Probleme bei Automobilunfällen und war 1931–1957 Privatdozent (PD) an der Universität in Zürich.
Als Milizoffizier war er Oberst im Sanitätsdienst der Schweizer Armee. Im April 1941 wurde er vom Bundesrat zum Chefarzt des SRK gewählt. Im Januar 1942 wurde er zum Präsidenten der neu geschaffenen SRK Kinderhilfe ernannt. Im Sommer 1946 trat er das Präsidium der Kinderhilfe ab (Im Juni 1949 war der halbautonome Status der Kinderhilfe aufgehoben worden und sie wurde in die ständigen Strukturen des SRK integriert) und 1950 als SRK Chefarzt zurück.

### Tätigkeit bei der Kinderhilfe
Remund führte die Verhandlungen, die im Januar 1942 zum Zusammenschluss der in der Schweizerischen Arbeitsgemeinschaft für kriegsgeschädigte Kinder (SAK) vertretenen Organisationen mit der SRK führten. Mit der SRK Kinderhilfe sollte gemäss dem Hauptinitiator Hugo Oltramare ein grosses, europaweites Hilfswerk unter der Schirmherrschaft des SRK geschaffen werden, das von der ganzen Schweiz und ihren Behörden gemäss ihrer humanitären Tradition getragen würde.
Die SAK und das SRK, das die Verantwortung für die ganze Tätigkeit trug, einigten sich auf einen Zusammenarbeitsvertrag, dessen Hauptbedingung die unbedingte Aufrechterhaltung der Grundsätze des Roten Kreuzes war. Die vom Bundesrat im Januar 1942 genehmigten neuen SRK Statuten erweiterten die bisherigen – unter Aufsicht des Sanitätsdienstes stehenden – Tätigkeiten der Kranken- und Gefangenenhilfe auf „zivile“ Aufgaben, wie die Kinderhilfe. Für militärische Fragen blieb es jedoch weiterhin der Armee unterstellt.
Das SRK war, wie alle nationalen Rotkreuzgesellschaften, mit einer privilegierten Beziehung der Regierung unterstellt und vor allem in Kriegszeiten unter Achtung der Genfer Abkommen von der politischen Linie abhängig. Der Bundesrat war nach den negativen Erfahrungen im Völkerbund, der Konferenz von Évian, wo kein Staat bereit war, jüdische Flüchtlinge aufzunehmen, dem Anschluss Österreichs und der Überforderung des grossen Nachbarn Frankreichs bei der Internierung von über 450.000 Flüchtlingen des Spanischen Bürgerkriegs wieder auf die restriktive Neutralitätspolitik von 1914 zurückgekehrt. Es konnte dem Bundesrat nicht gleichgültig sein, wenn die Tätigkeiten des SRK über den nationalen Rahmen hinausgingen, weil diese politische Implikationen für die Sicherheit der Gesamtbevölkerung und die Interessen des Landes haben konnten.
Das von Hugo Remund präsidierte Exekutivkomitee der SRK Kinderhilfe, der sogenannte Arbeitsausschuss, bestand aus je vier Vertretern des SAK und des SRK sowie zwei Vertretern des Bundesrates mit Edouard de Haller als Delegierten für die internationalen Hilfswerke. Zentralsekretär war Rodolfo Olgiati. Wegen der Neutralitätspolitik des Bundesrates mussten sich das Exekutivkomitees und sein Präsident bei ihrer Tätigkeit trotz der Hilfe von de Haller immer wieder auf „politischem Glatteis“ bewegen.
Dank der SRK Kinderhilfe konnten von 1940 bis 1955 über 180.000 kriegsgeschädigte Kinder aus Europa in der Schweiz einen Erholungsurlaub verbringen, Millionen Kinder im kriegsversehrten Europa eine tägliche Mahlzeit und ihre Familien tausende von Tonnen Medikamente, Kleider und Hilfspakete erhalten. Der heutige (2014) Gesamtwert der von der Schweizer Bevölkerung (sei 1946 mit der Unterstützung der Schweizer Spende) finanzierten Hilfsaktion betrug über eine Milliarde Schweizer Franken.

## Veröffentlichungen
- Üeber die medizinische Bedeutung der Gefährdungsgesetzgebung. Verlag Seemann, Zürich 1916.
- Gerichtlich-medizinische Erfahrungen und Probleme bei Automobilunfällen. Schwabe Verlag, Basel 1931.
- mit Bernhard Peyer: Medizinisches aus Martial: Mit Ergänzungen aus Juvenal und einem naturgeschichtlichen Anhang, Orell Füssli Verlag, Zürich 1928
- mit S. Wehrli: Explosion bei Narkosen mit Sauerstoff-Aethergemisch, ausgelöst durch statische Elektrizität, Schwabe Verlag, Basel 1939
- Dr. med. Hans Martz. Dr. Martz in der Erinnerung seiner Mitarbeiter im Roten Kreuz, 1954
- Prof. Fritz Schwarz zum 60. Geburtstag (1898–1971). Gerichtliche Medizin Festschrift, 1958.
- Prof. Heinrich Zangger, 6. Dezember 1874 - 15. März 1957, Gerichtliche Medizin, 1958
- Zur Geschichte des Blutspendedienstes in der Schweiz, Bern 1966